# Ritchiea gossweileri
Ritchiea gossweileri är en kaprisväxtart som beskrevs av Arthur Wallis Exell och Mendonca. Ritchiea gossweileri ingår i släktet Ritchiea och familjen kaprisväxter. Inga underarter finns listade i Catalogue of Life.